# محطة الشاحوف
محطة الشاحوف؛ ويسمى أيضًا "الرضم" وهي تقع على مسافة 10 كم إلى الشمال الشرقي من محطة أم العصافير"ذات التنانير" وعلى بعد 25 كم شمال شرقي محطة الشيحيات وهي أحد المواقع المتوسطة على درب زبيدة الموجود في منطقة مستوية تقريبًا وتقع محطة الشاحوف بمنطقة الحدود الشمالية من المملكة العربية السعودية.

## المؤرخين
ذكرت محطة الشاحوف لدى المؤرخ أبي إسحاق إبراهيم الحربي في كتابه المناسك حيث اشار إليها و ذكر المباني و المنشآت المقامة عليها.

## المحطة
تتكون محطة الشاحوف"الرضم" من قسم شمالي و قسم جنوبي يقع كلاهما على ضفة وادي الشاحوف و يبلغ عدد وحداته المعمارية 11 وحدة تشمل منازل و دور سكنية مختلفة، يضم القسم الشمالي من محطة الشاحوف 4 منازل و بركة دائرية يتصل بها مصد جداري لعكس مياه الأمطار وتوجيهها نحو البركة.
بينما يضم القسم الجنوبي ثلاث منازل و بركة ماء مستطيلة الشكل.